# Fira (書体)
Fira Sansは、ヒューマニスト・サンセリフの書体であり、カロイス・タイプ・デザインのエリック・シュピーカーマン、ラルフ・デュ・カロワ、アンヤ・マイナース、ボティオ・ニコルチェフ、およびMozilla Corporationのパトリック・アダムチクによってデザインされた。この書体は、テレフォニカとMozilla Corporationによって共同で開発されたFirefox OSプロジェクトの一環として委託されたものである。シュピーカーマンによる書体「FF Meta」を元にした、やや幅が広くなり落ち着いた印象を与える派生形であり、当時Mozillaのブランド書体として使用されていた。小さな画面上での可読性に最適化されている。「Fira」という名称は、火、光、喜びといった概念を想起させ、プロジェクトのグローバル性を示すために宗教色を排した中立的な言語が意図されていた。Firaは2013年にApache Licenseの下で初めて公開され、その後SIL Open Font Licenseに移行した。
Fira Sansは、2013年の初リリース時には、ライト、レギュラー、ミディアム、ボールドという4つのウェイトと、それぞれに対応するイタリック体が用意されていた。2014年5月には、ウェイトの数が16にまで拡張された。2015年には、Mozillaがコンデンスドスタイルを追加した。このファミリーは、オールドスタイル数字やスモールキャピタルなどを含む大規模な文字セットを備えている。
2016年、バージョン4.2のリリースとともに、Mozilla CorporationはFira Sansプロジェクトへの関与を終了した。しかし、プロジェクト自体はベルリンに拠点を置くbBox Type GmbHとそのパートナーによって継続された。同年、bBox Type GmbHはFira Sansの最終版となるバージョン4.301をリリースし、「今後の開発はすべてFiraGoをベースとする」と発表した。
Fira Sansはアイスランド政府の公式書体として使用されている。

## FiraGO
FiraGOは、Fira Sansの多言語拡張版であり、ラテン、ギリシア、キリルの各アルファベットに加えて、アラビア、デーヴァナーガリー、グルジア、ヘブライ、タイの文字を含んでいる。
2016年、地理情報提供企業であるHereがFira Sansを企業書体として採用したことを受けて、FiraGOの開発が開始された。同社は「より幅広い言語対応、特に地図アプリケーションにおいて使用可能な書体」を必要としていた。その後、HereはFira Sansのグローバルスクリプト拡張をbBox Type GmbHに委託し、それがFiraGOプロジェクトへと発展した。
Fira Sans 4.3をもとに、FiraGOは別製品としてリリースされ、グループ内の主要フォントファミリーとなる予定である。今後のFira SansのすべてのアップデートはFiraGOに基づいて行われ、2018年時点で、すべてのFiraファミリーはbBox Typeより公開されている。同社はラルフ・デュ・カロワとアンヤ・マイナースによって運営されている。

## Fira Mono
Fira Sansには、等幅フォントであるFira Monoが付属しており、レギュラー、ミディアム、ボールドのウェイトが用意されている。

## Fira Code
Fira Codeは、一般的なプログラミングにおける複数文字の組み合わせに対するリガチャを備えたFira Monoの拡張版である。ミディアム、ボールド、ライトの各スタイルに加え、バリアブルフォントとしても利用可能である。

## Fira Math
2019年にリリースされたFira Mathは、Unicode数式をサポートするサンセリフフォントであり、ストーン・ゼンによって開発された。

## Firava
Firavaは、Fira Sansをバリアブルフォント化した派生版である。